# Communauté de communes de la Côte Vermeille
La Communauté de communes de la Côte Vermeille est une ancienne communauté de communes française, située dans le département des Pyrénées-Orientales et la région Languedoc-Roussillon.

## Composition
Elle était composée des communes suivantes :
1. Banyuls-sur-Mer
2. Cerbère
3. Collioure
4. Port-Vendres

## Historique
La Communauté de communes des Albères fusionne avec la Communauté de communes de la Côte Vermeille le 1er janvier 2007 pour former la Communauté de communes des Albères et de la Côte Vermeille.

## Sources
- Le SPLAF (Site sur la population et les limites administratives de la France)
- La base ASPIC
- prim.net, le portail des risques naturels